# Lorenzo Serventi
Lorenzo Serventi (Reggio Emilia, 13 marzo 1968) è un allenatore di pallacanestro italiano.
Ha guidato in Serie A1 femminile Montichiari, Umbertide e Lucca.

## Carriera
Nella stagione 2010-11, da allenatore della Pall. Umbertide, ha raggiunto la finale di Coppa Italia contro Schio. Arrivato quarto in stagione regolare, raggiunge le semifinali playoff.
Nella stagione 2011-12 raggiunge la final four di Coppa Italia ed il quinto posto nella stagione regolare del campionato italiano.
Nella stagione 2012-13 raggiunge la final four di Coppa Italia ed il quarto posto nel campionato italiano.
Nella stagione 2013-14 raggiunge la final four di Coppa Italia e la semifinale nei play-off del campionato italiano.
Nella stagione 2014-15 raggiunge la final four di Coppa Italia ed il quinto posto nella stagione regolare del campionato italiano.
Nel 2017 entra nello staff della Nazionale Italiana femminile con ruolo di scouting.
Da ottobre 2017 a gennaio 2018 diventa commentatore tecnico delle partite di pallacanestro femminile su Sportitalia.
A fine gennaio 2018 viene ingaggiato dal Basket Femminile Le Mura Lucca con cui raggiunge la finale di Coppa Italia contro Schio.
Nella stagione 2018-19 come allenatore del Basket Le Mura Lucca arriva al sesto posto nella stagione regolare e viene sconfitto nei quarti di finale playoff dal Basket Eirene Ragusa poi giunto in finale.
Stagione 2020-21 allenatore della Virtus Pallacanestro Bologna con la quale raggiunge le semifinali di Coppa Italia.

## Palmarès
- Miglior allenatore di Serie A1 femminile FIP 2012-13
- Miglior allenatore della stagione 2015-16 per il sito Basketinside
- Premio CONI : Palma di bronzo per merito tecnico per l'anno 2017